# دوست‌لیق (ولایت فرغانه)
دوستلیک (به ازبکی: Doʻstlik) یک منطقهٔ مسکونی در ازبکستان است که در ولایت فرغانه واقع شده‌است. دوستلیک ۲٬۶۰۰ نفر جمعیت دارد.